# Charles H. Corlett

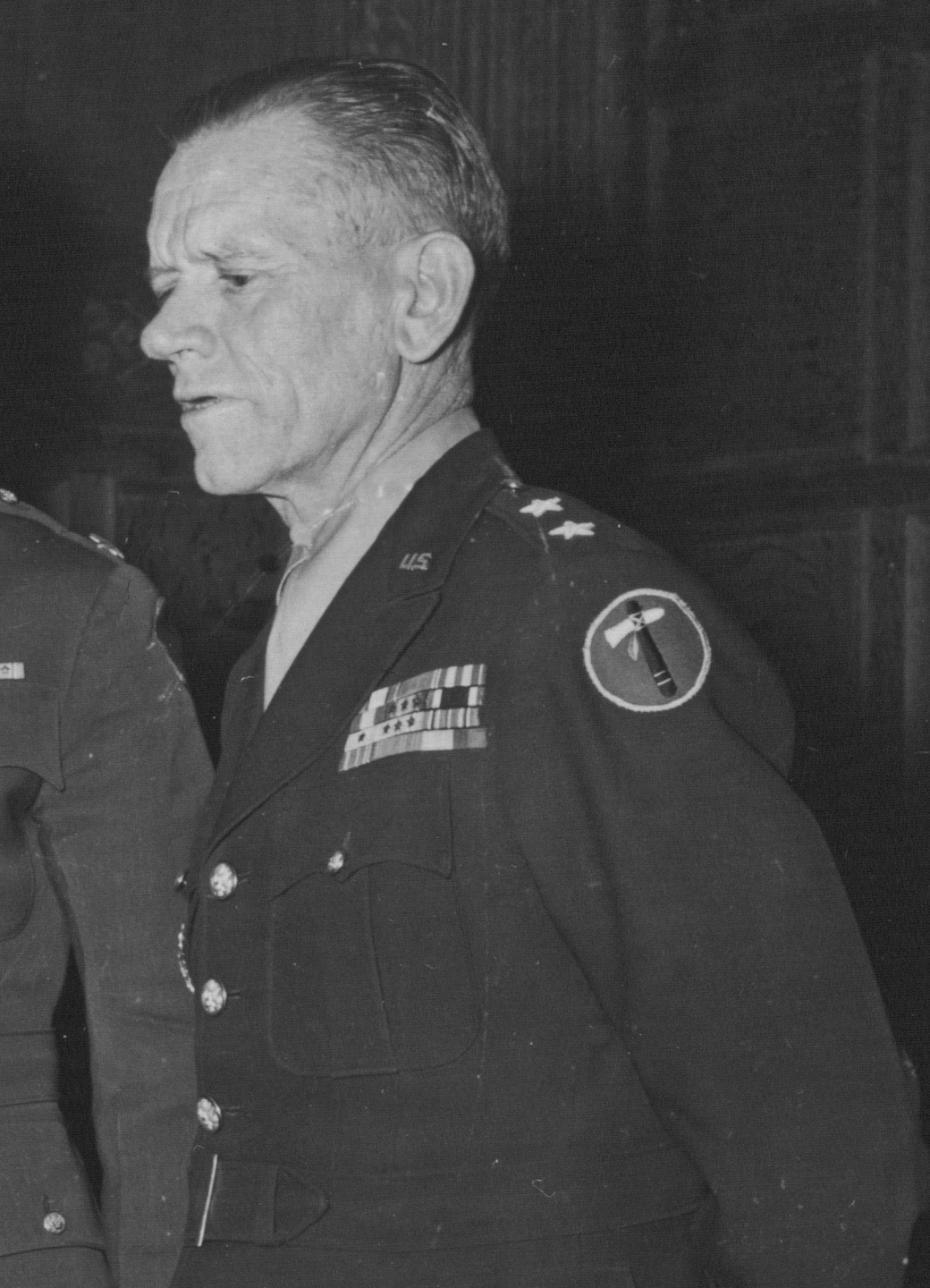
Charles H. Corlett (3. Juni 1944)

Charles Harrison Corlett  (* 31. Juli 1889 in Burchard, Pawnee County, Nebraska; † 13. Oktober 1971 in Española, Rio Arriba County, New Mexico) war ein US-amerikanischer Generalmajor der United States Army. Er war unter anderem Kommandeur der 7. Infanteriedivision des XIX. und XXXVI Korps.
Charles Corlett war ein Sohn von Charles Milton Corlett (1860–1918) und dessen Frau Mary E Rupert (1861–1935). Er wurde zwar in Nebraska geboren wuchs aber in Monte Vista in Colorado auf, wo er die öffentlichen Schulen besuchte.
In den Jahren 1909 bis 1913 durchlief er die United States Military Academy in West Point. Nach seiner Graduation wurde er als Leutnant in das Offizierskorps des Heeres aufgenommen. In der Armee durchlief er anschließend alle Offiziersränge vom Leutnant bis zum Zwei-Sterne-General.
Im Lauf seiner militärischen Karriere absolvierte Corlett verschiedene Kurse und Schulungen. Dazu gehörten unter anderem das Command and General Staff College und das United States Army War College.
In seinen jüngeren Jahren absolvierte er den für Offiziere in den niederen Rangstufen üblichen Dienst in verschiedenen Einheiten und Standorten. Im Jahr 1916 war er als Angehöriger eines Infanterieregiments an der Mexikanischen Expedition beteiligt. Während des Ersten Weltkriegs gehörte er dem United States Army Signal Corps an. Er war als Stabsoffizier dieser Einheit unter anderem für die Kommunikation zwischen den Truppenteilen zuständig. Dazu gehörte auch die Einrichtung von Telefonleitungen. Bei einem Einsatz wurde er durch Senfgas verletzt.
In den 1920er und 1930er Jahren setzte Charles Corlett seine Offizierslaufbahn fort. Er absolvierte unter anderem die erwähnten Schulen und war selbst Dozent an verschiedenen militärischen Bildungseinrichtungen. Außerdem bekleidete er verschiedene Stellen als Stabsoffizier. Von 1934 bis 1936 gehörte er der Stabsabteilung für Logistik (G4) im United States Department of War an. Daran schloss sich eine Versetzung nach Hawaii an, wo er bis 1940 verschiedene Stabsaufgaben beim dortigen Hawaiian Department wahrnahm. Im Jahr 1940 kommandierte er den Militärbezirk um Honolulu.
Als Nächstes erhielt er das Kommando über das 30. Infanterieregiment, das er zwischen Oktober 1940 und Juni 1941 innehatte. Anschließend war er bis Oktober 1941 Stabschef beim IX. Korps. Nach dem amerikanischen Eintritt in den Zweiten Weltkrieg kommandierte Corlett bis Mai 1943 die Task Force Kiska und die Army Base Kodiak. Dabei ging es um die Rückeroberung der von den Japanern besetzten Insel Kiska, einer Inselgruppe der Aleuten im US-Bundesstaat Alaska. Die Task Force unternahm unter Corletts Kommando verschiedene Angriffe auf japanische Stellungen und versuchte die japanischen Nachschublinien zu unterbrechen. In diesem Zusammenhang kam es im März 1943 auch zur Seeschlacht bei den Komandorski-Inseln. Für seine Zusammenarbeit mit der United States Navy wurde Corlett damals mit der Navy Distinguished Service Medal ausgezeichnet. Die kampflose Rückeroberung der Insel Kiska erfolgte dann erst im August 1943, nachdem sich die Japaner zurückgezogen hatten. Zu der Zeit war Zeit war Corlett aber nicht mehr Kommandeur der Task Force.
Am 6. September 1943 erhielt Corlett das Kommando über die 7. Infanteriedivision. Dieses Kommando übte er bis zum Februar 1944 aus. Die Division war zuvor auch an den Kämpfen um die Insel Kiska und deren Befreiung beteiligt. Ende Januar und Anfang Februar 1944 war die Division an der Schlacht um Kwajalein beteiligt. Im März 1944 erhielt Corlett das Kommando über das XIX. Korps, das einige Monate später auf dem europäischen Kriegsschauplatz eingesetzt wurde und unter teilweise schweren Gefechten von Frankreich Richtung Deutschland vordrang. Corlett behielt dieses Kommando bis zum November 1944, als er es krankheitsbedingt abgeben musste. Wenig später wurde er mit dem Oberbefehl über das XXXVI. Korps betraut, das aber nicht zum Kriegseinsatz kam und in den Vereinigten Staaten verblieb. Das Korps war für eine mögliche Invasion in Japan vorgesehen, zu der es nicht mehr kam. Es wurde im September 1945 aufgelöst. Nach einer anderen Verwendung schied Corlett im Mai 1946 aus dem Militärdienst aus.
Nach seiner Pensionierung arbeitete Charles Corlett für einige Zeit für das Landwirtschaftsministerium der Vereinigten Staaten, wo er eine Kommission zur Bekämpfung der Maul- und Klauenseuche in Mexiko zusammenstellte. Bis 1947 war er in dieser Funktion in Mexiko-Stadt tätig. Später gehörte er einigen Gremien der Staatsregierung von New Mexico an. Außerdem betrieb er eine Ranch mit Schaf und Viehzucht.

## Orden und Auszeichnungen
Charles Corlett erhielt im Lauf seiner militärischen Laufbahn unter anderem folgende Auszeichnungen:
- Army Distinguished Service Medal
- Navy Distinguished Service Medal
- Silver Star
- Legion of Merit
- Mexican Border Service Medal
- World War I Victory Medal
- Army of Occupation of Germany Medal
- American Defense Service Medal
- American Campaign Medal
- Asiatic-Pacific Campaign Medal
- European-African-Middle Eastern Campaign Medal
- World War II Victory Medal
- Orden der Ehrenlegion (Frankreich)
- Kriegskreuz, Frankreich
- Leopoldsorden (Belgien)
- Kriegskreuz (Belgien)
- Orden von Oranien-Nassau (Niederlande)
- Order of Abdon Calderón (Ecuador)